# Story of Seasons (computerspelserie)
Story of Seasons is een serie van simulatiespellen ontwikkeld door Marvelous Entertainment. De spelserie was van 1996 tot 2014 bekend onder de naam Harvest Moon. In Japan worden de spellen vertaald en uitgegeven door Natsume en Rising Star Games onder de titel Bokujō Monogatari (letterlijk: boerderij verhaal). Vanaf 2014 is de titel hernoemd naar Story of Seasons.

## Beschrijving
Het doel van het spel is om een succesvolle boerderij op te bouwen (soms binnen een bepaalde tijdslimiet) door groenten en fruit te verbouwen, vee te houden en tegelijkertijd bevriend te raken met de dorpsbewoners. In sommige spellen is het ook de bedoeling om te trouwen met iemand. De eerste versie van Harvest Moon werd in 1996 in Japan uitgebracht voor de SNES. Hierna zijn er titels verschenen voor de Game Boy, Game Boy Advance, Nintendo 64, Nintendo DS, GameCube, Wii, PlayStation, PlayStation 2, PSP en de Switch.
Het grootste gedeelte van Harvest Moon bestaat uit het planten en oogsten van groente, fruit en bloemen, verzamelen van voorwerpen uit de omgeving, gebouwen op het land kopen of verbouwen, en werken aan je persoonlijke relaties met de andere inwoners. Om succesvol te zijn moet de speler een afweging maken tussen de kosten, opbrengsten, aantal oogsten en groeiperiodes van de verschillende gewassen om de beste soort voor dat seizoen te kiezen. De speler kan ook vissen vangen of mineralen mijnen om extra geld te verdienen. De speler moet ook goed zijn werk inplannen omdat de protagonist maar een beperkte hoeveelheid tijd en energie heeft.

### Verhaallijn
De hoofdpersoon van het spel is lange tijd een man geweest, maar in de nieuwere delen kan men ook kiezen om als vrouw te spelen. De boerderij waarmee de speler begint wordt meestal geërfd van een familielid of van een oude vriend, waarna hij van alles moet doen om er voor te zorgen dat het weer een succesvolle boerderij wordt en uiteindelijk een partner vindt. Daarnaast moet hij soms ook andere opdrachten voltooien zoals het vinden van inwoners of elfjes (Sprites) of het maken van regenbogen.

### Gewassen verbouwen
Dit is waar het spel hoofdzakelijk om draait. De speler moet ervoor zorgen dat hij de gewassen zo efficiënt mogelijk plant, water geeft en oogst. Om zo veel mogelijk geld te verdienen moet hij de beste gewassen kiezen, het land gereed maken voor het verbouwen van gewassen en ervoor zorgen dat alles wordt geoogst voordat het volgende seizoen begint. Gewassen kunnen in de winter niet worden verbouwd, tenzij er in het spel een kas aanwezig is waardoor de speler het hele jaar door gewassen kan verbouwen. In "A Wonderful Life" en "Another Wonderful Life" kunnen de gewassen wel het hele jaar door buiten worden verbouwd.
De meest voorkomende gewassen in het spel zijn knolrapen, aardappels, tomaten en maïs. Verder zijn er nog vele andere soorten zoals, kool, wortels, uien, aardbeien, zoete aardappels, pompoenen, rijst, ananassen, en komkommers. In "A Wonderful Life" en "Another Wonderful Life" is het mogelijk om kruisingen van twee gewassen te maken om nog meer verschillende gewassen te kunnen verbouwen.

### Veeteelt
Een groot gedeelte van het spel gaat om het zorgen voor het vee op de boerderij. Wanneer de speler goed zorgt voor het vee, zal dit elke dag geld opleveren en na verloop van tijd zorgen voor betere producten. Wanneer de speler daarentegen niet goed zorgt voor de dieren, kunnen ze ziek worden en uiteindelijk zelfs dood gaan.
Bij de eerste Harvest Moon had de speler alleen de mogelijkheid om te zorgen voor koeien en kippen, waarbij ze samen in dezelfde stal zaten. In de latere versies van het spel kwamen er schapen schapen bij met een aparte kippenhok. Ook kon de speler nu melk, eieren en wol verwerken tot producten die meer opleverden. In de meer recente spellen kan de speler ook eenden, geiten en verschillende soorten koeien houden. In "Tree of Tranquility" kan de speler nu ook de beschikking hebben over zijderupsen en struisvogels. Dieren kunnen zich ook voortplanten door eieren in een incubator te leggen of de dieren een toverdrank te geven.

### Huisdieren
Bij de meeste Harvest Moon spellen krijgt de speler een hond en een paard als huisdier. De dieren kunnen dan meedoen aan wedstrijden en evenementen om prijzen te winnen. Bij de nieuwere spellen kan de speler ook een kat krijgen als huisdier. En bij sommigen kunnen de dieren te eten krijgen, en kan de speler op het paard door het dorp rijden. Bij "Back To Nature" is er ook de mogelijkheid om vissen te kweken.

### Materialen verzamelen
In veel Harvest Moon spellen moet de speler materialen verzamelen waarmee hij het huis kan verbouwen, het gereedschap verbeteren, kan koken of om het te verkopen. In het begin moet de speler voornamelijk hout verzamelen door bomen om te kappen, wat hij kan gebruiken om nieuwe gebouwen te zetten of oude gebouwen te verbouwen en om een hek rond de boerderij te zetten om de dieren te beschermen tegen wilde honden. De speler kan ook mineralen mijnen in de grotten om voorwerpen te maken of om het gereedschap te verbeteren. Alles wat eetbaar is kan ook worden gebruikt om verschillende gerechten mee te maken.

### Feestdagen
De meeste spellen hebben jaarlijkse feestdagen waaraan de speler kan meedoen. Sommigen zijn gewone evenementen om te socialiseren, bij anderen kunnen er ook prijzen worden gewonnen. Sommige evenementen lijken op echte feestdagen zoals Oud en Nieuw of het Amerikaanse Thanksgiving Day. Vaak zijn er ook wedstrijden waarmee de speler mee kan doen met zijn dieren om prijzen te winnen. Wanneer een koe heeft gewonnen bijvoorbeeld, geeft de koe later gouden melk.

## Spellen in de serie

### Harvest Moon
- Harvest Moon (1996)
- Harvest Moon GB (1999)
- Harvest Moon 64 (1999)
- Harvest Moon 2 GBC (1999)
- Harvest Moon: Back To Nature (2000)
- Bokujō Monogatari: Harvest Moon for Girl (2000)
- Harvest Moon 3 GBC (2000)
- Harvest Moon: Save the Homeland (2001)
- Harvest Moon: Friends of Mineral Town (2003)
- Harvest Moon: A Wonderful Life (2003)
- Harvest Moon: More Friends of Mineral Town (2003)
- Harvest Moon: Another Wonderful Life (2004)
- Harvest Moon: Magical Melody (2005)
- Harvest Moon DS (2005)
- Harvest Moon DS Cute (2005)
- Harvest Moon: Island of Happiness (2007)
- Harvest Moon: Tree of Tranquility (2007)
- Harvest Moon: Sunshine Islands (2008)
- Harvest Moon: Animal Parade (2008)
- Harvest Moon: Hero of Leaf Valley (2009)
- Harvest Moon: Frantic Farming (2011)
- Harvest Moon: Grand Bazaar (2011)
- Harvest Moon: The Tale of Two Towns (2012)
- Harvest Moon: A New Beginning (2013)

### Story of Seasons
- Story of Seasons (2014)[1]
- Story of Seasons: Trio of Towns (2016)
- Story of Seasons: Friends of Mineral Town (2019)
- Story of Seasons: Pioneers of Olive Town (2021)
- Story of Seasons: A Wonderful Life (2023, remake)
- Story of Seasons: Grand Bazaar (2025)

## Hernoeming
Vanwege licentierechten van Natsume op de naam werd de serie in 2014 hernoemd naar Story of Seasons (verhaal van de seizoenen). Echter, binnen een maand kwam Natsume met een eigen spel die niet door Marvelous werd ontwikkeld. Dit is Harvest Moon: The Lost Valley die alleen in Noord-Amerika en Europa uitkwam voor de Nintendo 3DS. Hierdoor is de serie afgesplitst tussen Story of Seasons en Natsume's eigen Harvest Moon-serie.

## Trivia
- De spellen Harvest Moon en Harvest Moon: Friends of Mineral Town zijn opgenomen in het boek 1001 Video Games You Must Play Before You Die van Tony Mott.